# بتشول ترافنكوري
بتشول ترافنكوري (الاسم العلمي:Pogostemon travancoricus) هو نوع من النباتات يتبع جنس البتشول من الفصيلة الشفوية.